# Subliminale boodschap
Een subliminale boodschap is een signaal of boodschap verborgen in een medium en bedoeld om doorgegeven te worden zonder dat het bewust opgemerkt wordt. Deze boodschappen zouden toch door het onbewuste kunnen verwerkt worden en onopgemerkt aanzetten tot bepaald gedrag. Er is geen wetenschappelijke evidentie hiervoor. De bedenker James Vicary introduceerde het concept door zich te beroepen op een studie die hij nooit heeft uitgevoerd.

## Origineel "onderzoek"
James Vicary, een onderzoeker op gebied van marketing, beweerde in 1957 dat boodschappen op een bioscoopscherm die slechts een fractie van een seconde zichtbaar zijn onbewust tot gedrag leiden. Hij had hierbij naar eigen zeggen een onderzoek gevoerd in een bioscoop waarbij de woorden "koop coca-cola" of "eet popcorn" één dertigste van een seconde tijdens de film in beeld stonden. Uit dit onderzoek zou gebleken zijn dat de verkoop van popcorn en frisdrank met meer dan de helft omhoog waren geschoten. Later kwam aan het licht dat James Vicary zijn hele onderzoek had verzonnen zodat meer gebruik zou worden gemaakt van een nieuwe reclamemethode van zijn hand. Ook zijn de beweerde resultaten tot op heden niet reproduceerbaar gebleken. Vicary heeft zijn claims later ingetrokken.

## Voorbeelden
Een bekend voorbeeld is een verkiezingsspotje van George W. Bush. In zijn strijd tegen Al Gore was in zijn tv-reclame na de naam Al Gore heel kort het woord "rats" (ratten) te zien. Het spotje probeerde dus de kandidaat te koppelen aan het negatieve woord "rats". Echter, het is nooit bewezen dat door middel van dit soort spotjes het stemgedrag beïnvloed kan worden. Vermoed wordt dat het effect van subliminale waarnemingen erg klein is. Dit hangt wel af van de mate van blootstelling, waardoor het moeilijk te zeggen is wat het werkelijke effect is.
De Turkse journalist Ahmet Altan werd na de mislukte coup tegen Erdogan opgepakt wegens 'subliminale boodschappen' gericht tegen de staat. 

## Onderzoek
De Nederlandse hoogleraar Ap Dijksterhuis doet onderzoek naar subliminale boodschappen.

## In populaire media
- In de misdaadfilm Double Exposure (1973) van Columbo wordt gebruikgemaakt van dit onderwerp.
- In de film Fight Club (1999) wordt gebruikgemaakt van subliminale boodschappen op verschillende momenten in de film.
- In een aflevering van de animatieserie The Simpsons uit 2000 zit in een videoclip de zin Yvan eht nioj (eniram ed jib mok in de vertaling), wat achteruitgespoeld gehoord kan worden als Join the navy (Kom bij de marine). Lisa ontdekt dat de marine via videoclips jongeren in de marine wil lokken.